# タバ

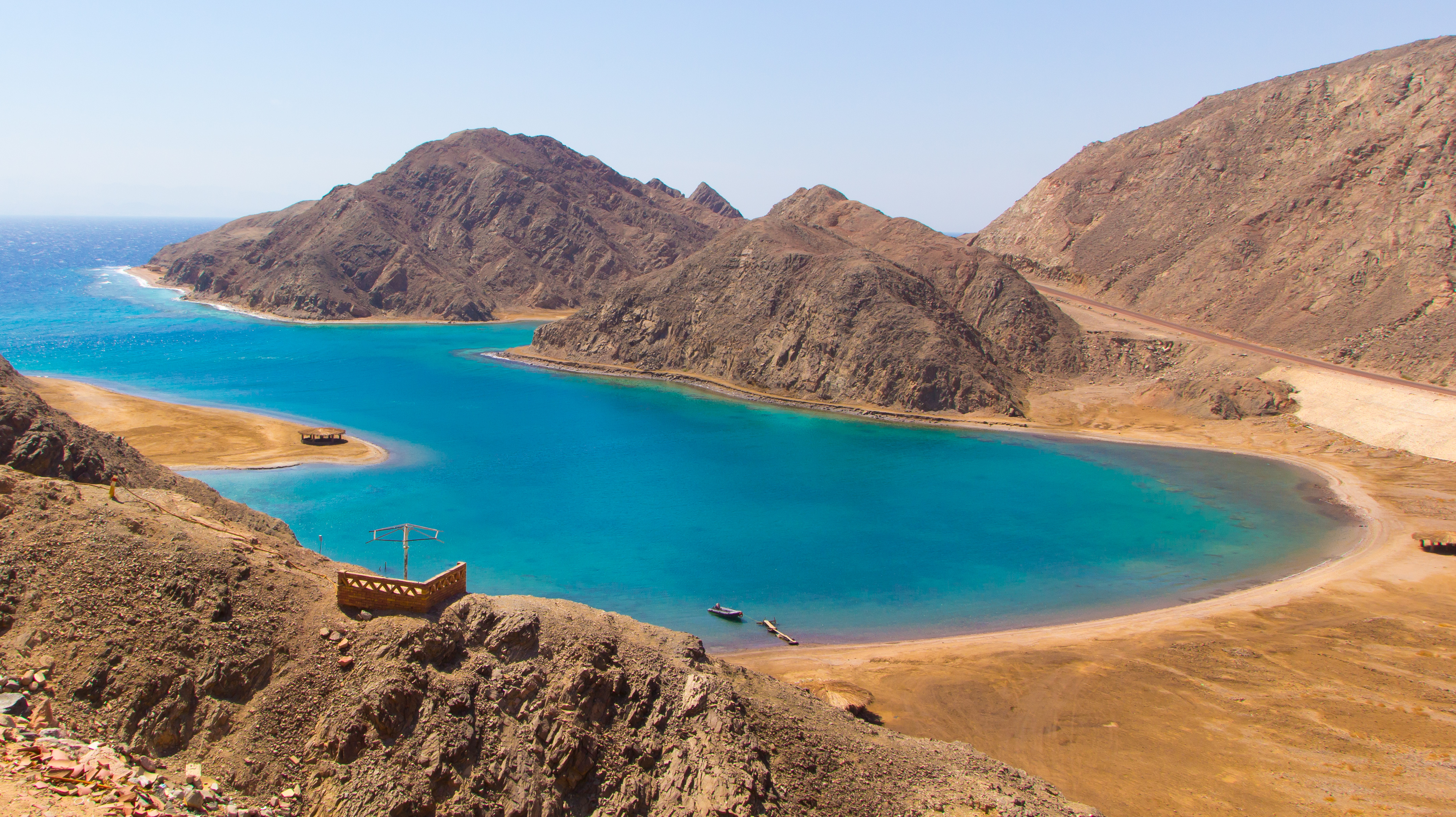
タバから南へ15キロの位置にあるフィヨルド湾

タバ、ターバー（アラビア語: طابا、Taba）は、アカバ湾の北端にあるエジプトの町である。イスラエル領のエイラートと国境を接しており、交通は頻繁である。エジプト各地への長距離バスの停車場であり、イスラエルからの観光客が多く訪れる保養地として知られている。アカバ湾でのスキューバダイビングが主な観光資源である。
歴史的には少数のベドウィンが住んでいるだけであったが、第三次中東戦争でイスラエルによって占領されたシナイ半島の一部でイスラエルとエジプトの和解により、返却された最後の土地である。国境線が未画定であったためにイスラエルの一部であり続け、1989年に問題は国際司法裁判所に提出された。タバはエジプトの一部であると認められ、イスラエルはタバのエジプトへの返却に合意した。このときの2国間の合意により、イスラエル人はタバをビザ無しでも48時間の滞在が許可されることとなった。
2004年10月7日、タバの高級ホテル、ヒルトン・タバ・リゾートが自爆攻撃の標的となり、大勢の犠牲者が出た。

## ギャラリー

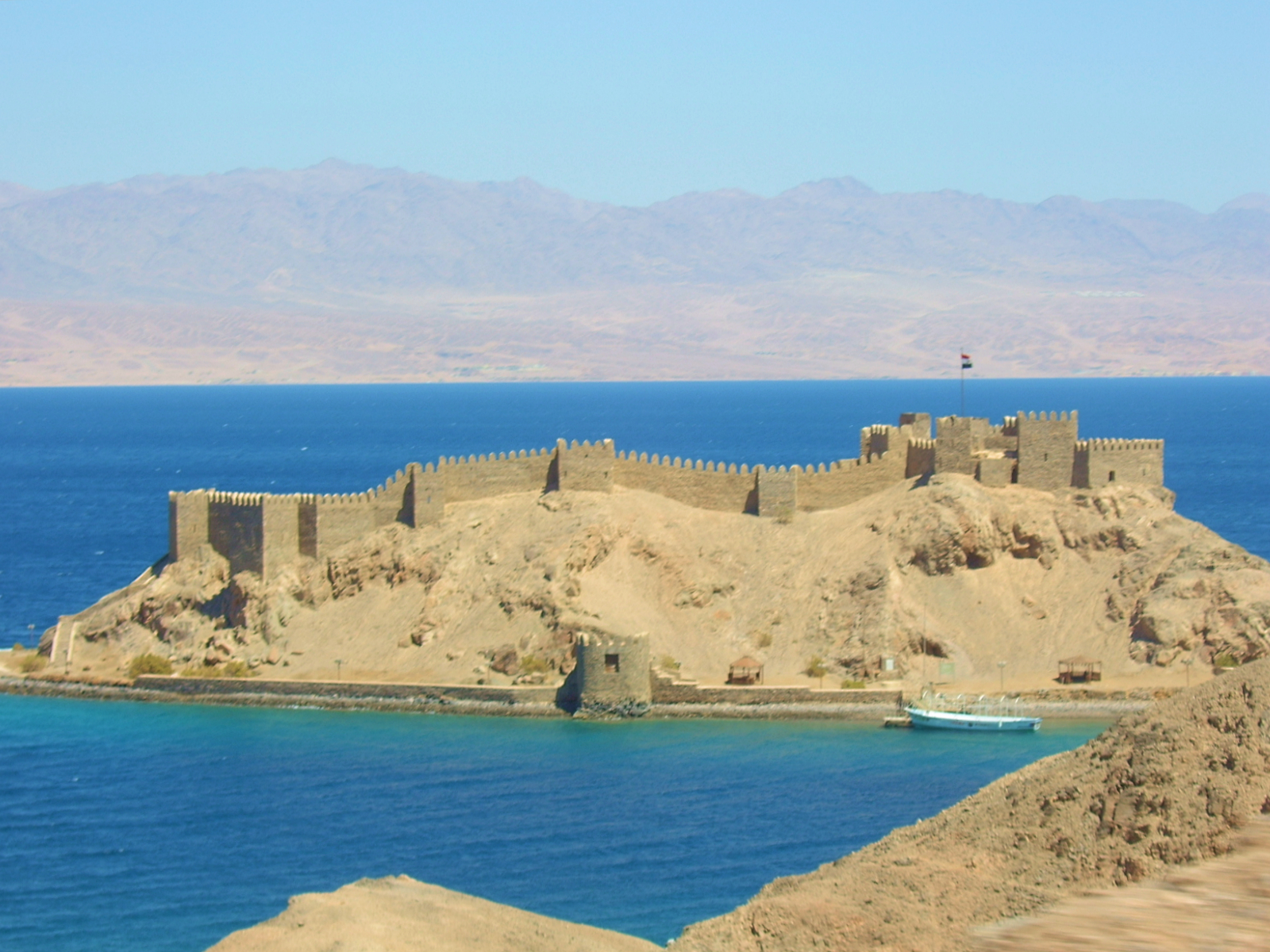
サラディンの城塞
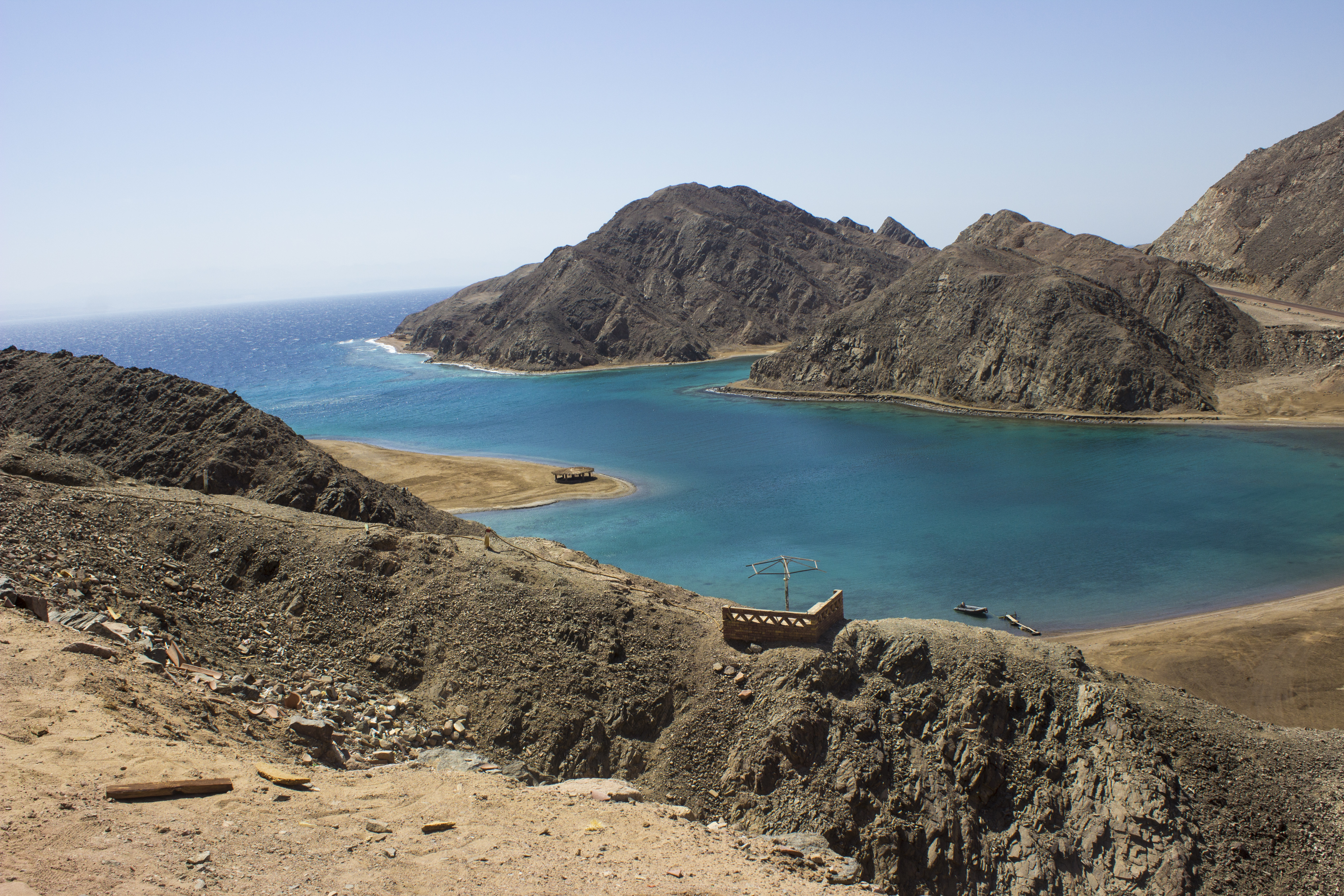
フィヨルド湾
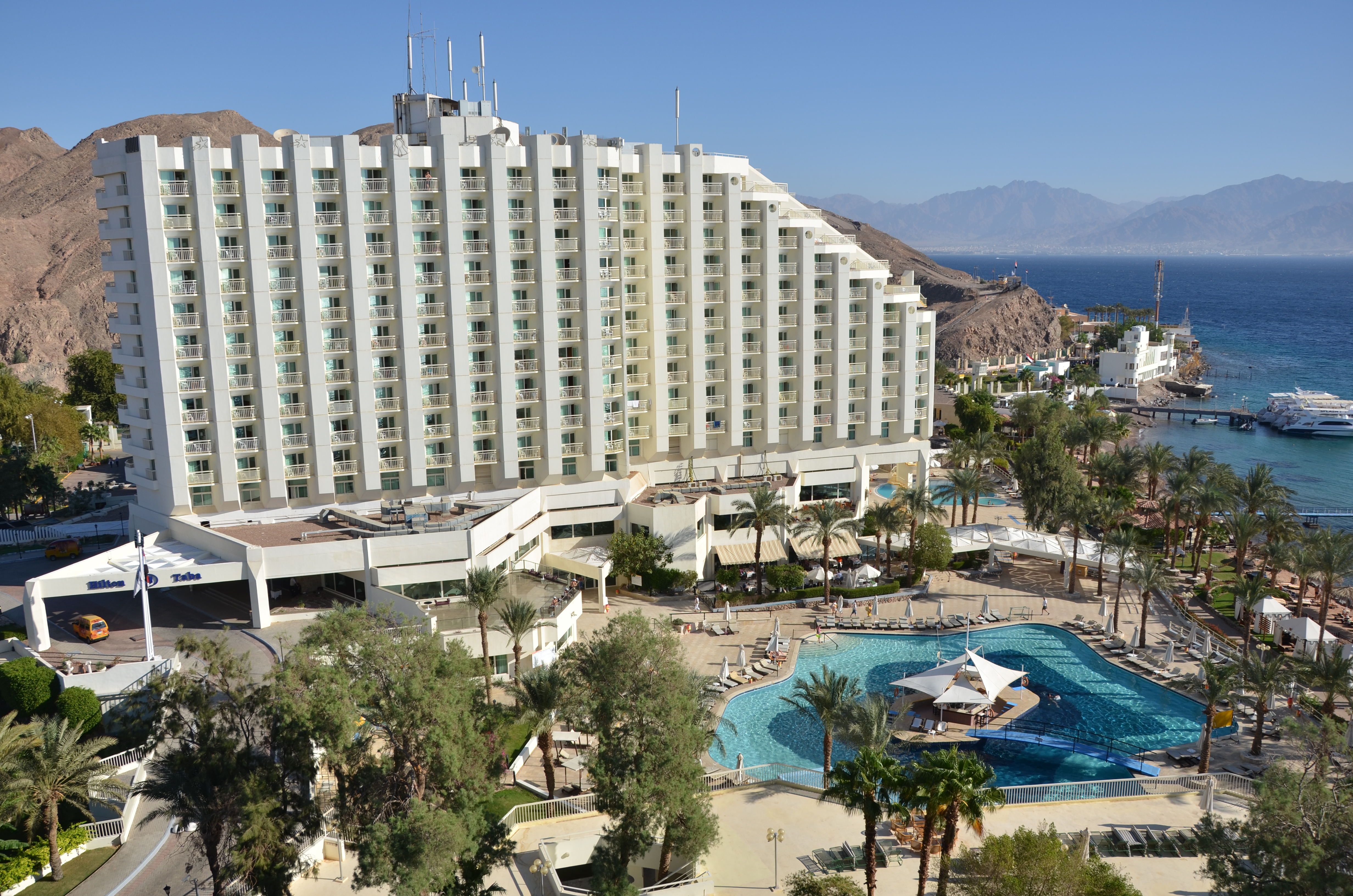
ヒルトン タバ リゾート＆ネルソンビレッジ